# 암각화

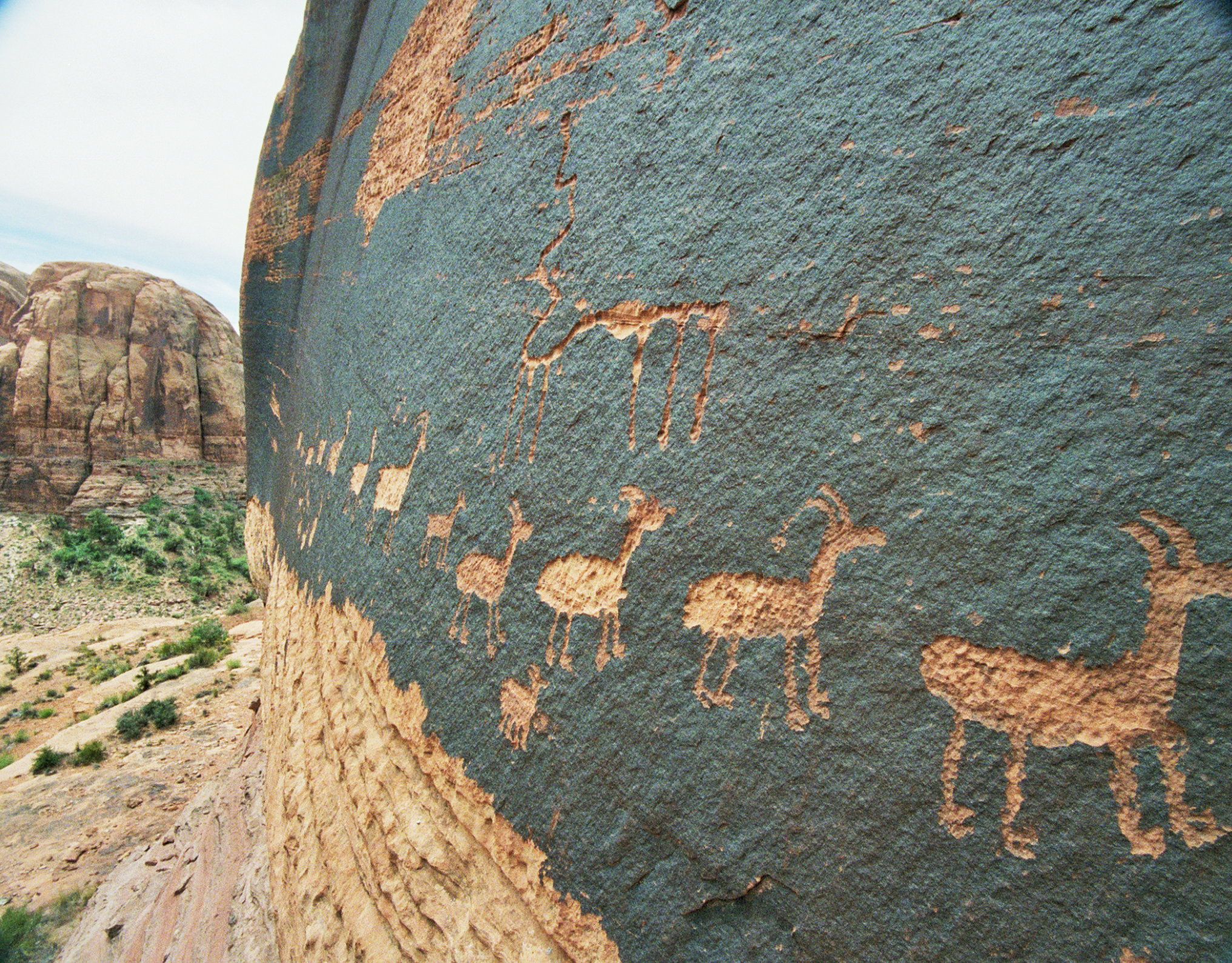

암각화(巖刻畫, petroglyph)는 암벽화(rock art)의 한 형태로 절개, 따기, 조각 또는 연마를 통해 암석 표면의 일부를 제거하여 만든 이미지이다. 북미 이외의 학자들은 종종 조각(carving) 또는 조판(engraving)등 기타 기술 설명과 같은 용어를 사용하여 이러한 이미지를 설명하는데 참조한다. 암각화는 전 세계적으로 발견되며 종종 선사 시대 사람들과 관련이 있다. 이 단어는 '돌'(stone)을 의미하는 그리스 접두사 petro-(πέτρα,petra)와 '새기다'(carve)를 의미하는 그리스어(γλύφω glýphō)에서 유래했으며 원래는 프랑스어로 페트로글리프(pétroglyphe)로 만들어졌다.

## 같이 보기
- 동굴벽화